# غوسينوي أوزيرو (بورجاتيجا)
غوسينوي أوزيرو (بالروسية: Гусиное Озеро) هي مدينة في جمهورية بورياتيا في روسيا.
يبلغ عدد سكانها حوالي 2788 نسمة.